# Proscirtothrips zeae
Proscirtothrips zeae är en insektsart som först beskrevs av Dudley Moulton 1911.  Proscirtothrips zeae ingår i släktet Proscirtothrips och familjen smaltripsar. Inga underarter finns listade i Catalogue of Life.